# Flaccus Aulus Avillius
Flaccus Aulus Avillius (ur. ok. 15 p.n.e., zm. 39 n.e.) – namiestnik rzymski w Aleksandrii. Na początku 32 roku n.e. mianowany przez Tyberiusza namiestnikiem Aleksandrii, Egiptu i Libii. Pełnił swoją funkcję przez siedem lat (do października 38 roku). Postać rzymskiego namiestnika znana jest przede wszystkim z pism Filona z Aleksandrii (Flakkus oraz Postelstwo do Gajusza).

## Życie i kariera polityczna
Flakkus urodził się w rzymskiej arystokratycznej rodzinie. Kształcił się razem z wnukami Augusta. Młodość spędził w ścisłym gronie Tyberiusza. Otrzymując tytuł towarzysza został zaliczony do tak zwanych pierwszych przyjaciół na dworze cesarza Tyberiusza. W roku 29 n.e., na rozkaz Tyberiusza, wraz z Sejanem i innymi wytoczył proces Agryppinie Starszej, matce późniejszego cesarza Kaliguli, który zakończył się jej śmiercią na zesłaniu. Po śmierci Tyberiusza Flakkus miał poważne obawy przed nowym władcą, Kaligulą, który rozpoczął zemstę na oskarżycielach, mimo ogłoszonej amnestii dla dawnych wrogów rodziny cesarskiej.

## Prefektura w Egipcie
Według Filona, przez pierwsze pięć lat sprawowania władzy Egipcjanie nie mieli większych powodów do narzekań, choć bunty w Egipcie i w samej Aleksandrii zdarzały się dość systematycznie. Flakkus popadł w konflikt z dwoma politycznymi liderami Aleksandrii, Izydorem i Lamponem. Źródła epigraficzne i papirologiczne potwierdzają informacje Filona. To właśnie na Flakkusie ciążyła odpowiedzialność za pogrom Żydów. Filon później napisze:

Namiestnik wydaje edykt, w którym ogłasza nas cudzoziemcami i imigrantami. Skazuje nas bez sądu, nie dając żadnej możliwości obrony. Zostaje oskarżycielem, świadkiem, sędzią i katem w jednej osobie.(...) Do dwóch poprzednich aktów bezprawia dodaje też trzeci, pozwalając każdemu, kto chce, grabić Żydów i traktować jak jeńców podczas zdobycia nieprzyjacielskiego miasta

Po dojściu Kaliguli do władzy, namiestnik czuł się na tyle zagrożony, że załamał się nerwowo i zaczął zaniedbywać swoje obowiązki. Pod koniec 37 roku mianowano następcę Flakkusa. Był nim Makron, szef cesarskiej służby bezpieczeństwa w Rzymie, którego przybycia Flakkus spodziewał się w każdej chwili. Jednak Makron pod naciskiem Kaliguli popełnia samobójstwo. Po tym zdarzeniu Flakkus zawarł przymierze z dawnymi buntownikami, których sam zwalczał: Izydorem, Lamponem i Dionizjuszem. Osoby te były jednak wykorzystywane przez Kaligulę jako oskarżyciele, co miało później fatalne skutki dla Flakkusa. W wyniku tego układu Aleksandryjczycy wymusili na namiestniku wydanie oficjalnego edyktu antyżydowskiego, który rozpoczął pogrom Żydów w Aleksandrii, który trwał od początku sierpnia do końca września 38 roku n.e.

## Zesłanie i śmierć
Układ z Aleksandryjczykami i pogrom Żydów, którym nie sprzyjał także Kaligula, nie uchroniły Flakkusa przed zemstą cesarza. W październiku 38 roku n.e. Kaligula wysłał setnika od zadań specjalnych, Bassusa, który działając z zaskoczenia, aresztował namiestnika ucztującego w rezydencji Stefaniona, wyzwoleńca cesarza Tyberiusza. Najście Bassusa było kompletnym zaskoczeniem, goście pouciekali w obawie przed aresztowaniem z powodu wspólnego ucztowania z Flakkusem. Namiestnik został aresztowany i przewieziony do Rzymu na sąd, w którym oskarżycielami byli dwaj jego sprzymierzeńcy, z którymi wcześniej zawarł układ: Izydor i Lampon. Zarzuty postawiono w oparciu o obrazę majestatu oraz złe zarządzanie. Wyrokiem była konfiskata mienia oraz zesłanie na wyspę Andros. W 39 roku n.e. cesarz anulował wszystkie wyroki dotyczące banicji. Na mocy tej decyzji Flakkus otwierał listę proskrybowanych. Na wyspę przybyli kaci, którzy – według Filona – zadali mu dokładnie taką samą liczbę ciosów, ilu wymordowano Żydów.